# Norba apula
Norba apula fu un antico insediamento fondato durante l'età del ferro nell'odierna Puglia, nei pressi dell'attuale Conversano. Secondo l'etimologia proposta dal linguista Giacomo Devoto, il toponimo Norba avrebbe il significato di "(città) forte". L'appellativo "apula" è usualmente impiegato per distinguere la città dalla coeva Norba latina, che sorgeva nel Latium.

## Storia
La cittadina fu fondata dalle popolazioni indigene dell'Apulia (iapigi o peuceti) su una delle prime alture delle Murge, in posizione tale da dominare la campagna circostante fino alla costa adriatica. Le origini dell'insediamento sono ascrivibili almeno all'età del ferro, quando fu realizzata una possente cortina muraria in pietra che circondava interamente l'acropoli. L'ubicazione nei pressi di un'antica via di comunicazione che in epoca romana sarebbe stata chiamata via Minucia Traiana, rese Norba un abitato fiorente, al centro dei traffici tra le colonie magnogreche della costa e le popolazioni indigene dell'interno. 
L'ampia necropoli risalente al VI secolo a.C. ha restituito infatti decine di tombe con ricchi corredi funerari, in parte di matrice ellenica.
Nel 268 a.C., con l'estensione dell'egemonia romana in Peucezia, anche Norba perse la propria autonomia; ciò nonostante, mantenne un ruolo rilevante anche sotto la dominazione di Roma, come attestato dai cospicui ritrovamenti di monete, armature, manufatti in terracotta e gioielli negli scavi archeologici compiuti dentro e fuori dalla cinta muraria. La stessa Tavola Peutingeriana riporta il toponimo Norba, ma l'abitato non sopravvisse alla dissoluzione dell'impero, venendo presumibilmente distrutto dai Visigoti che invasero l'Apulia nell'anno 411. Il centro indigeno si trovava sulla via Minucia, variante interna della via Traiana costiera, frapponendosi agli abitati di Azetium (presso Rutigliano) e Ad Veneris (probabilmente identificata con la località Castiglione di Conversano). Superato il quale la strada si dirigeva verso la città costiera di Egnazia.
La località tuttavia fu presto popolata, sebbene con altro nome: già nel V secolo è infatti attestato il toponimo di Casale Cupersanem, che ha dato origine alla Conversano attuale.

## Ritrovamenti archeologici
Dell'antica Norba si conservano importanti resti delle possenti mura di fortificazione in opera poligonale che circondavano l'acropoli della città antica. 
Recenti scavi archeologici operati attorno all'abitato hanno riportato alla luce nuovi reperti, tra i quali corredi funerari di età preclassica e i resti della via Minucia Traiana.
Molti dei reperti rinvenuti durante gli scavi sono esposti presso il museo civico archeologico di Conversano.

## Norba nei media
Il nome di Norba è noto a molti italiani per via del Gruppo Norba, importante gruppo mediatico con sede a Conversano e diffusa in gran parte del Mezzogiorno attraverso Radionorba e vari canali tv.